# Ford Prefect (personaggio)
Ford Prefect è il coprotagonista affiancato da Douglas Adams al terrestre Arthur Dent nella sua serie Guida galattica per gli autostoppisti.
Ford si rivelerà fondamentale per la vita di Arthur Dent, visto che, oltre ai delfini, è l'unico sulla Terra che sappia come sfuggire alla distruzione del pianeta.
Difatti Ford Prefect non proviene da Guildford, come aveva sempre sostenuto, ma da un piccolo pianeta vicino alla stella Betelgeuse e, quel che è ancora più importante, è in grado di chiedere un passaggio alle astronavi.
Nel suo modo folle di essergli amico, Ford guiderà e proteggerà Arthur attraverso tutta la galassia, insegnandogli l'essenziale per sopravvivere (e per divertirsi come pazzi) nel cosmo, sempre spendendo meno di 30 dollari altairiani al giorno.
Il nome del personaggio deriva probabilmente da un modello di auto prodotto dalla Ford in Gran Bretagna in diverse versioni dal 1938 al 1961, appunto la Ford Prefect. Questo perché Ford, nello studiare la Terra prima di atterrarci, aveva individuato l'automobile come forma di vita predominante, ed aveva scelto di conseguenza un nome che gli era sembrato sufficientemente comune.
Nello sceneggiato radiofonico ha la voce di Geoffrey McGivern, nella serie televisiva della BBC dei primi anni ottanta è interpretato da David Dixon, mentre nel più recente film del 2005 è interpretato dall'attore e rapper Mos Def.